# Pologne aux Jeux olympiques d'hiver de 1960
Cet article contient des informations sur la participation et les résultats de la Pologne aux Jeux olympiques d'hiver de 1960 à Squaw Valley aux États-Unis. La Pologne était représentée par 13 athlètes. 
La délégation polonaise a récolté en tout 2 médailles : 1 d'argent et 1 de bronze. Elle a terminé au 11e rang du classement des médailles.

## Médailles
| Médaille                            | Nom                | Sport               | Compétition         |
| ----------------------------------- | ------------------ | ------------------- | ------------------- |
| Médaille d'argent, Jeux olympiques  | Elwira Seroczyńska | Patinage de vitesse | 1 500 mètres femmes |
| Médaille de bronze, Jeux olympiques | Helena Pilejczyk   | Patinage de vitesse | 1 500 mètres femmes |